# Kysucké Nové Mesto
Kysucké Nové Mesto es la capital del distrito de Kysucké Nové Mesto en la región de Žilina, Eslovaquia, con una población estimada a final del año 2024 de 14 306 habitantes.
Se encuentra ubicada al noroeste de la región, cerca del curso alto del río Váh (cuenca hidrográfica del Danubio) y de la frontera con la República Checa y Polonia.

## Demografía
| Año        | 1994   | 2004    | 2014    | 2024    |
| ---------- | ------ | ------- | ------- | ------- |
| Población  | 16 165 | 16 501  | 15 431  | 14 306  |
| Diferencia |        | +2,07 % | −6,48 % | −7,29 % |

| Año        | 2023   | 2024    |
| ---------- | ------ | ------- |
| Población  | 14 380 | 14 306  |
| Diferencia |        | −0,51 % |